# 松本山雅足球會
松本山雅足球會（Matsumoto Yamaga Futtobōru Kurabu），日本一支職業足球會，位於松本市，於1965年創立。2014年在日乙（J2）取得第二名後獲得直接升班資格，2015年開始在日職聯J1作賽。
2011年，球會在日足聯（第三級聯賽，當時J3未成立）取得第四名，由於當時日乙正大幅擴充，松本山雅得以升班至乙組。在首個球季他們表現中規中矩，以第12名完成球季。而在他們的第二個乙組球季，表現大有進步，42戰取得66分僅以得失球差屈居第7名，排在長崎成功丸之後，無緣升班附加賽資格。2014年球季再創高峰，42戰24勝11和7負取得83分的戰績贏得日乙亞軍取得直接升班資格，2015年首度出戰日職聯。
在3月7日首場日職聯賽，作客以3:3戰和名古屋鯨魚，取得日職的第一分。3月22日，在作客以1:0小勝清水心跳，取得日職首勝。

## 外部連結
- 官方网站